# Órbita Tundra

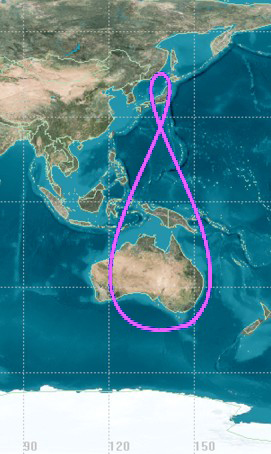
Um mapa de rota no solo de uma órbita Tundra.

Uma órbita Tundra, em russo Тундра, é um tipo de órbita elíptica alta geossíncrona, com uma inclinação de 63,4 graus, um argumento de perigeu de 90 graus para cobrir latitudes mais ao Sul, ou 270 graus para cobrir latitudes mais ao Norte. Seu período orbital é de um dia sideral (cerca de 24 horas).
Um satélite colocado nesse tipo de órbita fica a maior parte do tempo sobre uma área específica da Terra. A rota no solo de um satélite numa órbita Tundra se aproxima do formato de um "oito".

## Parâmetros orbitais

### Inclinação
A inclinação orbital de 63,4 graus é o valor da inclinação crítica. Este é o valor que, em órbitas em torno de um corpo onde o principal fator de perturbação orbital é o achatamento dinâmico J2 (o que vale para a maioria dos corpos do sistema solar, como a Terra, Marte e a Lua; a exceção notável é Vênus, onde J3 e J4 afetam as órbitas na mesma ordem de grandeza que J2) não existe perturbação sobre o argumento do perigeu, ou seja, depois de uma órbita, o argumento do perigeu é o mesmo.
A variação do argumento do perigeu, por período orbital, é dada pela fórmula:
{\displaystyle \Delta \omega ={\frac {6\pi J_{2}R_{e}^{2}}{a^{2}(1-e^{2})^{2}(1-{\frac {5}{4}}\sin ^{2}(I))}}\,}
em que:
- Re é o raio equatorial do corpo [Nota 3]
- a é o semi-eixo maior da órbita elíptica
- e é a excentricidade orbital
- I é a inclinação orbital

A incinação crítica é o valor que zera Δω, ou seja:
{\displaystyle {\frac {5}{2}}sin^{2}(I)-2=0\,}
que corresponde a, aproximadamente, 63,4349ou seu complemento 116,5651